# Asidemia
Asidemia là một chi bướm đêm thuộc họ Noctuidae.